# Mouvement international pour un Bauhaus imaginiste
Le Mouvement international pour un Bauhaus imaginiste (MIBI) est un groupe avantgardiste de créateurs européens fondé entre autres par Asger Jorn en 1954.

## Histoire du mouvement
Durant l'automne 1953, deux ans après la dissolution du groupe CoBrA, Asger Jorn, alors en Suisse, contacte l'architecte Max Bill dans le but de (re)fonder « le Bauhaus imaginaire ».
Dans une lettre datée décembre 1953, il contacte le peintre Enrico Baj, et décide de lancer un mouvement regroupant des artistes expérimentaux.
L'année suivante, Jorn et Baj organisent en août la première manifestation officielle du Mouvement international pour un Bauhaus imaginiste à Albisola, dans le cadre des Rencontres internationales de la céramique. En décembre, lors de la 10e Triennale d'art industriel de Milan, le MIBI expose pour la première fois, à l'initiative de Max Bill, et aux côtés de Lucio Fontana, entre autres.
En novembre 1954, Jorn, auquel Baj avait fait connaître le bulletin de l'Internationale lettriste Potlatch, entre en contact avec ce groupe par l'intermédiaire d'abord d'André-Frank Conord, ancien rédacteur en chef qui vient d'être exclu. Une correspondance assidue, prélude au futur rapprochement, s'engage alors avec Guy Debord et Michèle Bernstein. Le 29 septembre 1955, le « laboratoire expérimental » du Mouvement international pour un Bauhaus imaginiste est formellement lancé à Alba (Italie), chez Giuseppe Pinot-Gallizio, et avec Piero Simondo (it). Ce dernier coordonne l'édition en juillet 1956 de la revue Eristica où Guy Debord est mentionné comme « rédacteur en chef ». Du 2 au 8 septembre suivant, ont lieu les deuxièmes rencontres internationales de la céramique, toujours à Alba, pendant lesquelles est organisé le Premier Congrès des artistes libres (Primo congresso degli artisti liberi) où Gil J Wolman représente l'Internationale lettriste tandis qu'Enrico Baj s'en trouve écarté dès le premier jour.
Le 28 juillet 1957, à Cosio di Arroscia, le MIBI fusionne avec le Comité psychogéographique de Londres (c'est-à-dire Ralph Rumney) et l'Internationale lettriste pour former l'Internationale situationniste.